# Лупянка-Стара
Лупя́нка-Ста́ра (пол. Łupianka Stara) — деревня в Белостокском повете Подляского воеводства Польши. Входит в состав гмины Лапы. По данным переписи 2011 года, в деревне проживал 461 человек.

## География
Деревня расположена на северо-востоке Польши, к западу от реки Нарев, на расстоянии приблизительно 23 километров (по прямой) к юго-западу от города Белостока, административного центра повета. Абсолютная высота — 132 метра над уровнем моря. Через деревню проходит автодорога 678.

## История
Согласно «Списку населенных мест Ломжинской губернии», в 1906 году в деревне Лупянка-Стара проживало 519 человек (259 мужчин и 260 женщин). В конфесиональном отношении большинство население деревни составляли католики (514 человек), остальные — православные. В административном отношении деревня входила в состав гмины Ковалевщизна Мазовецкого уезда.
В период с 1975 по 1998 годы Лупянка-Стара являлась частью Белостокского воеводства.